# Calane da Silva
Raul Alves Calane da Silva (Lourenço Marques, 20 d'octubre de 1945 - Maputo, 29 de gener de 2021) fou un poeta, escriptor i periodista moçambiquès. Va coordinar la Gazeta Artes e Letras de la revista Tempo, el 1985, i fou cap de redacció de la Televisão Experimental de Moçambique, el 1987. També fou membre de la direcció de l'Associação dos Escritores Moçambicanos.

## Biografia
Va obtenir el grau de màster en lingüística portuguesa per la Universitat de Porto, amb la tesi A pedagogia do léxico: as escolhas lexicais bantus, os neologismos luso-rongas e a sua função estilística e estético-nacionalista nas obras Xigubo e Karingana wa Karingana de José Craveirinha, i el grau de doctor en lingüística portuguesa a la mateixa universitat amb una tesi titulada Do léxico à possibilidade de campos isotópicos literários.
És docent de Literatures Africanes de Llengua Portuguesa da Universidade Pedagógica i Director del Centre Cultural Brasil-Moçambic a Maputo, i fou responsable de la dinamització de les activitats culturals que als últims anys s'hi organitzen. Membre del Consell Consultiu del o MIL: Moviment Internacional Lusòfon.
Vencedor del concurs literari «Prémio 10 de Novembro», organitzat conjuntament pel Consell Municipal Cidade de Maputo i per l'Associação dos Escritores Moçambicanos quan l'aniversari de la capital de Moçambique. En 2011 fou condecorat a Maputo amb l'encomana de l'Orde de Rio Branco i el Premi José Craveirinha de Literatura de 2010, el mahor guardó literari de Moçambic.

## Obres
- Dos meninos da Malanga. Maputo: Cadernos Tempo, 1982.
- Xicandarinha na lenha do mundo. Maputo: Associação dos Escritores Moçambicanos, 1988. Colecção Karingana.
- Olhar Moçambique. Maputo: Centro de Formação Fotográfica, 1994
- Gotas de Sol. Maputo: Associação dos Escritores Moçambicanos, 2006.
- A Pedagogia do Léxico. O Estiloso Craveirinha. As escolhas leixicais bantus, os neologismos luso-rongas e a sua função estilística e estético-nacionalista nas obras Xigubo e Karingana wa Karingana. Maputo: Imprensa Universitária, 2002.
- Gil Vicente: folgazão racista? (O riso e o preconceito racial no retrato de algumas minorias na obra vicentina). Maputo: Imprensa Universitária, 2002
- Tão bem palavra: estudos de lingüística sobre o português em Moçambique com ênfase na interferência das línguas banto no português e do português no banto. Maputo: Imprensa Uniersitária, 2003
- Lírica do Imponderável e outros poemas do ser e do estar. Maputo: Imprensa Universitária, 2004
- Ao mata bicho: Textos publicados no semanário “O brado Africano”. Lisboa: Texto Editores, 2006
- Nyembêtu ou as Cores da Lágrima. Romance. Lisboa: Texto Editores. 2008.[6]
- Pomar e Machamba ou Palavras. Maputo: Imprensa Universitária, 2009.
- O João à procura da palavra poesia. Maputo: Imprensa Universitária, 2009.
- Do léxico à possibilidade de campos isotópicos literários. Tese de doutoramento.[4]